# East River

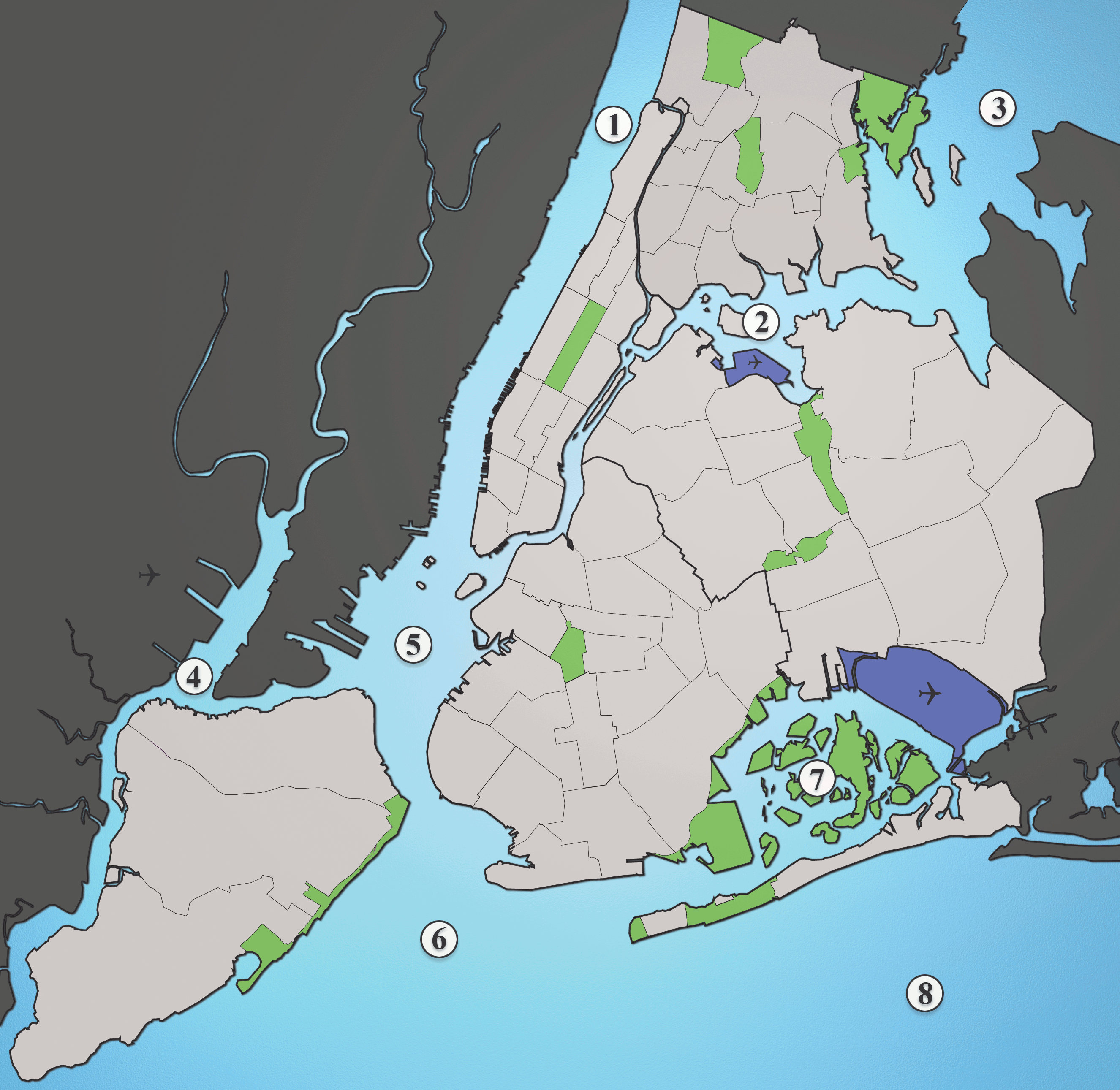
Nr 1 - rzeka Hudson, nr 2 - East River, nr 3 - Long Island Sound, nr 4 - Newark Bay, nr 5 - Upper New York Bay, nr 6 - Lower New York Bay, nr 7 - Jamaica Bay, nr 8 - Ocean Atlantycki.

East River – cieśnina (estuarium) znajdująca się w granicach administracyjnych Nowego Jorku, łącząca Upper New York Bay (południowy koniec) z Long Island Sound (na północnym wschodzie) oraz inną cieśniną – Harlem River (na północnym zachodzie), poprzez którą ma dostęp do rzeki Hudson. Oddziela Long Island (z leżącymi na niej okręgami Brooklyn i Queens) od Manhattanu i Bronxu.  
Dawniej rzeka była jednym z najbardziej ruchliwych akwenów na świecie, w szczególności do czasu wybudowania mostu Brooklińskiego, który w dużej części zastąpił wcześniej istniejący ruch promowy.
W cieśninie znajdują się liczne wyspy, m.in. Riker's Island, North Brother Island, South Brother Island, Mill Rock, Ward's Island, Randall's Island, Roosevelt Island, U Thant Island.

## Mosty łączące brzegi East River
- Throgs Neck Bridge
- Bronx-Whitestone Bridge
- Rikers Island Bridge
- Hell Gate Bridge
- Triborough Bridge
- Roosevelt Island Bridge
- Queensboro Bridge
- Williamsburg Bridge
- Manhattan Bridge
- most Brookliński (Brooklyn Bridge)

## Tunele przebiegające pod East River
- 63rd Street Tunnel
- 60th Street Tunnel
- 53rd Street Tunnel
- Steinway Tunnel
- Queens Midtown Tunnel
- East River Tunnels (wykorzystywane przez kolej Long Island i Amtrak przy połączeniach wychodzących z Penn Station)
- 14th Street Tunnel
- Rutgers Street Tunnel
- Cranberry Street Tunnel
- Clark Street Tunnel
- Montague Street Tunnel
- Joralemon Street Tunnel
- Brooklyn-Battery Tunnel

## Galeria

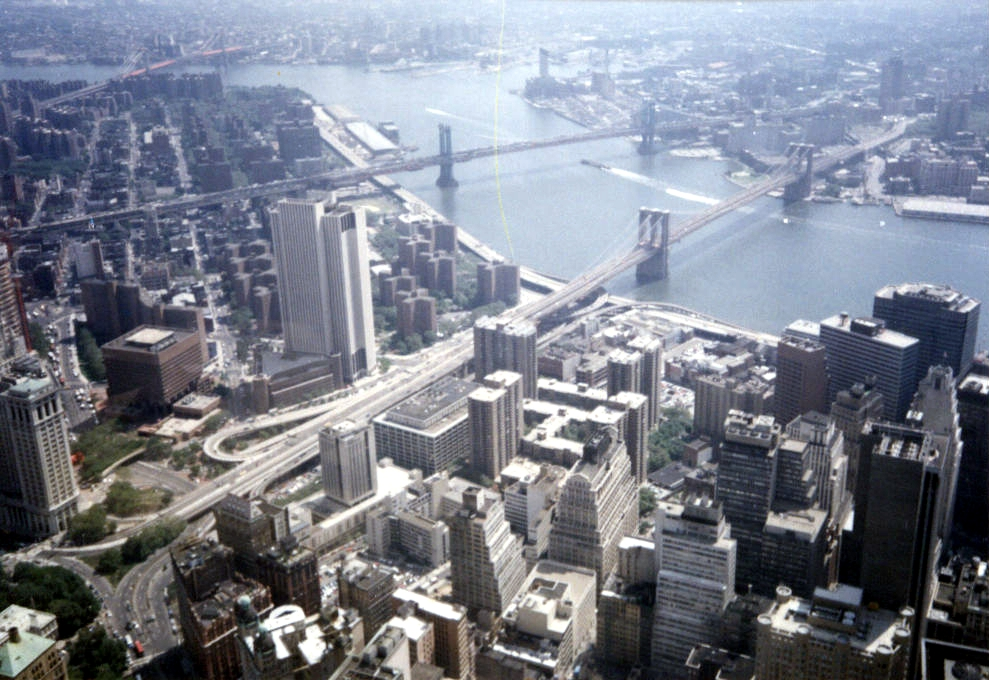
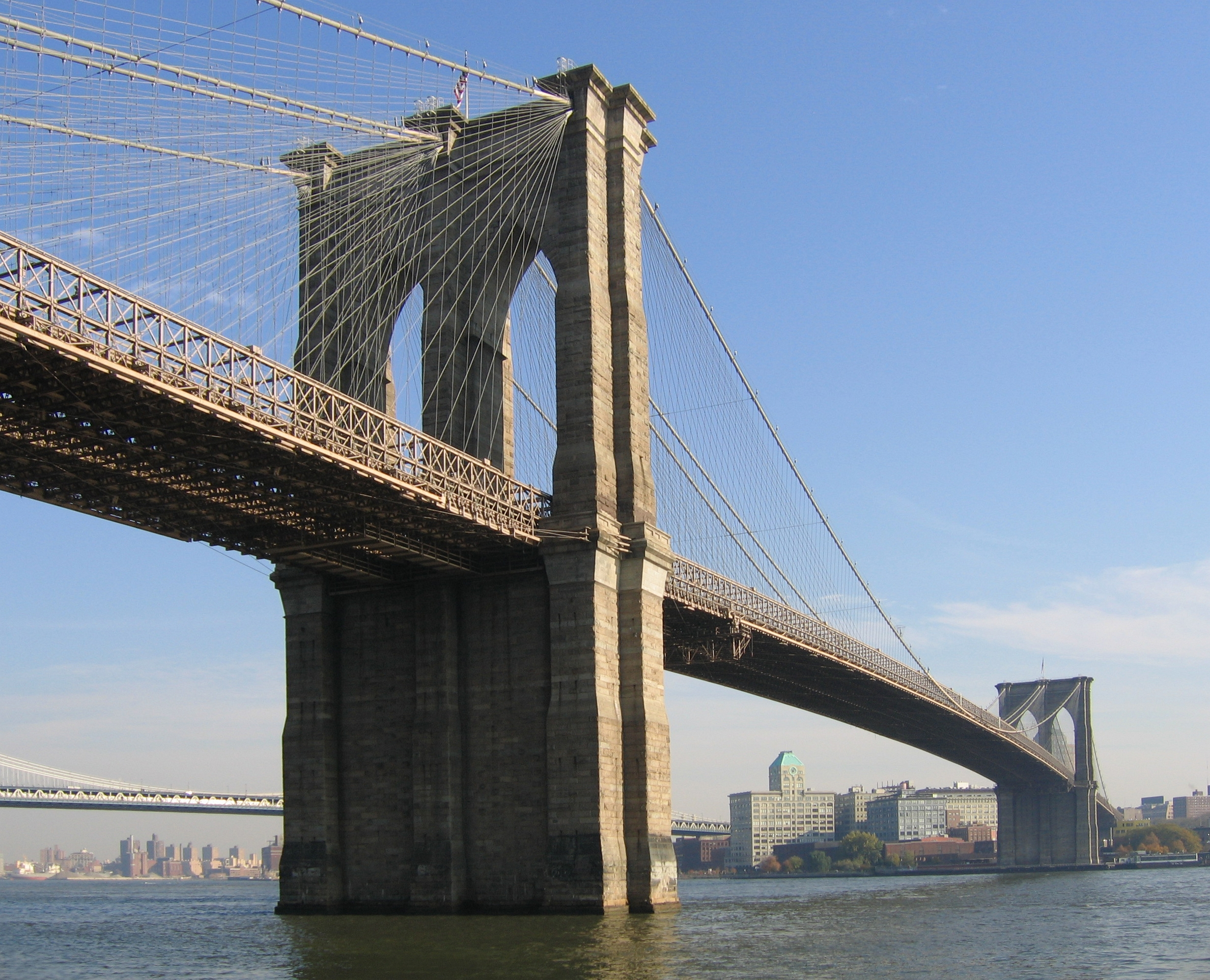
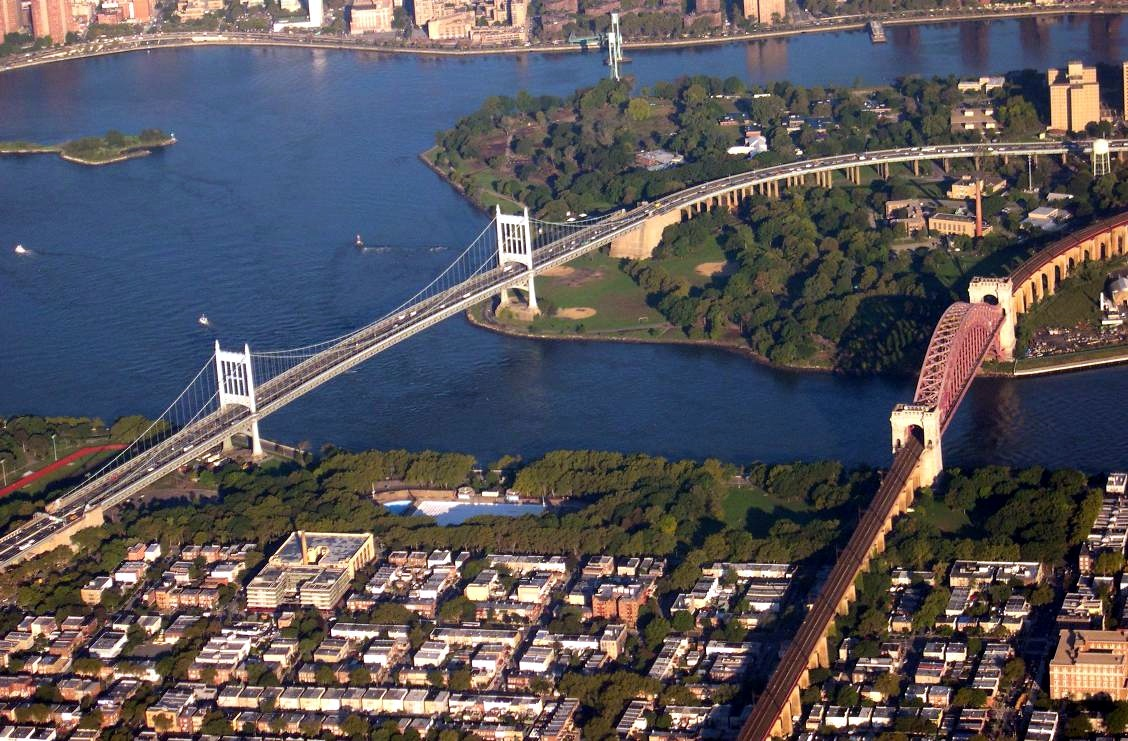
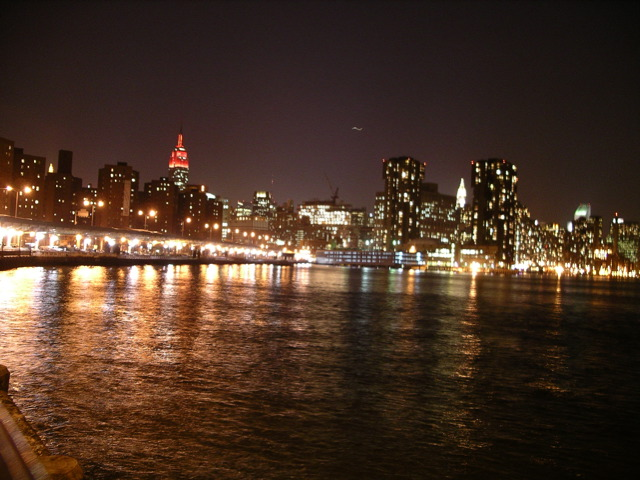
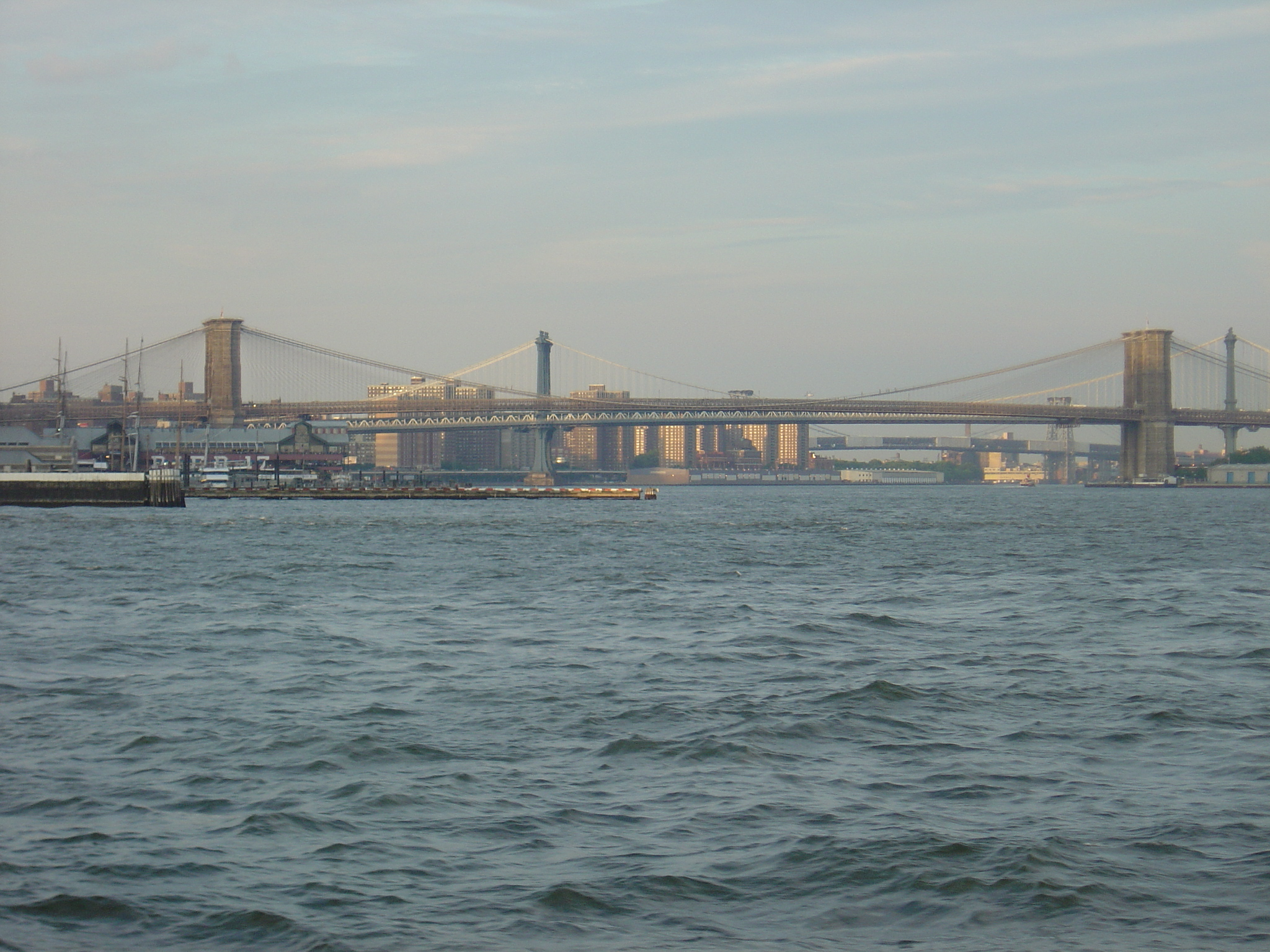